# María Josefa de Sajonia (1731-1767)

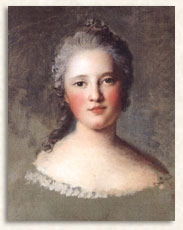
María Josefa por Nattier.

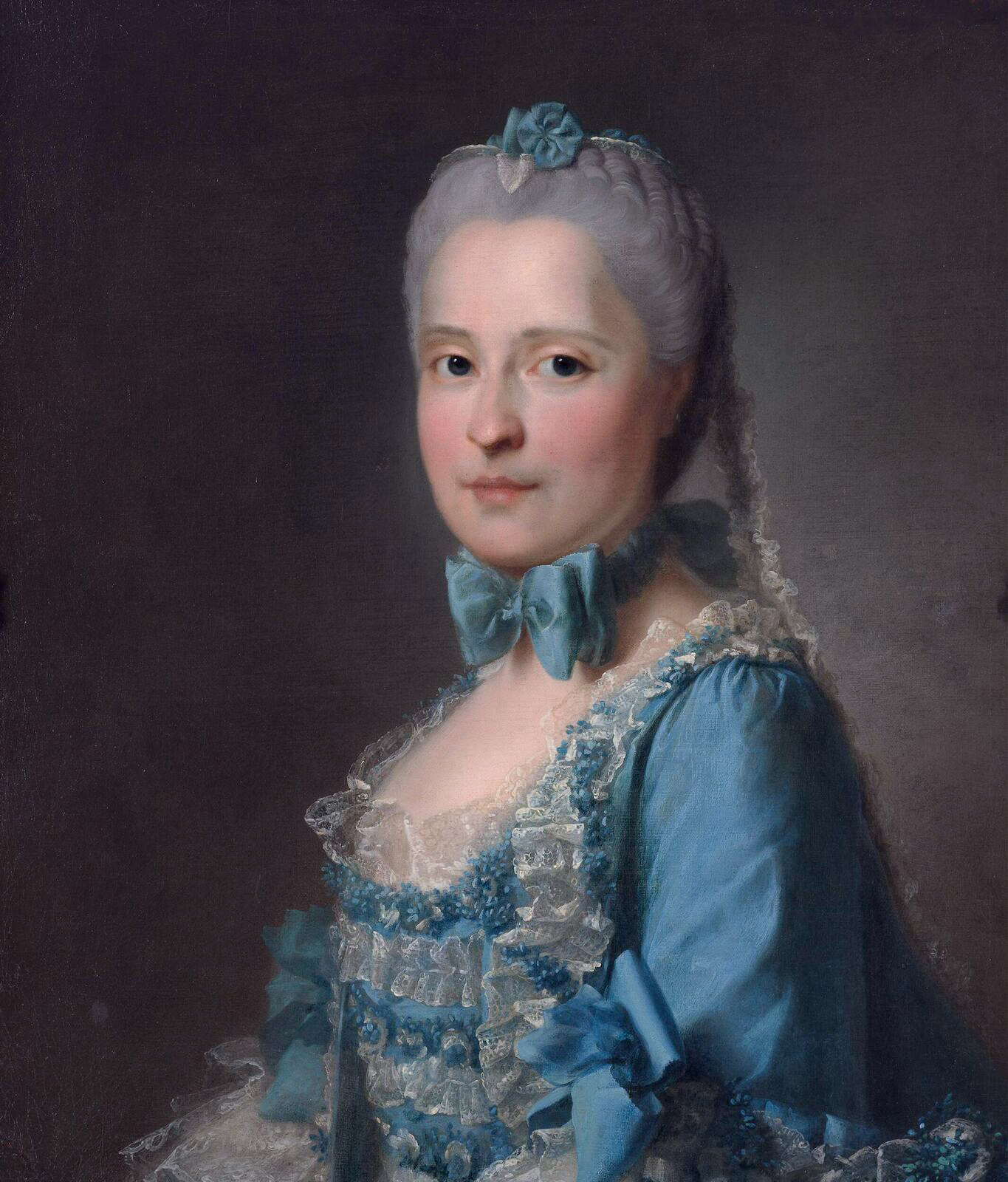
María Josefa en 1760 por Frédou.

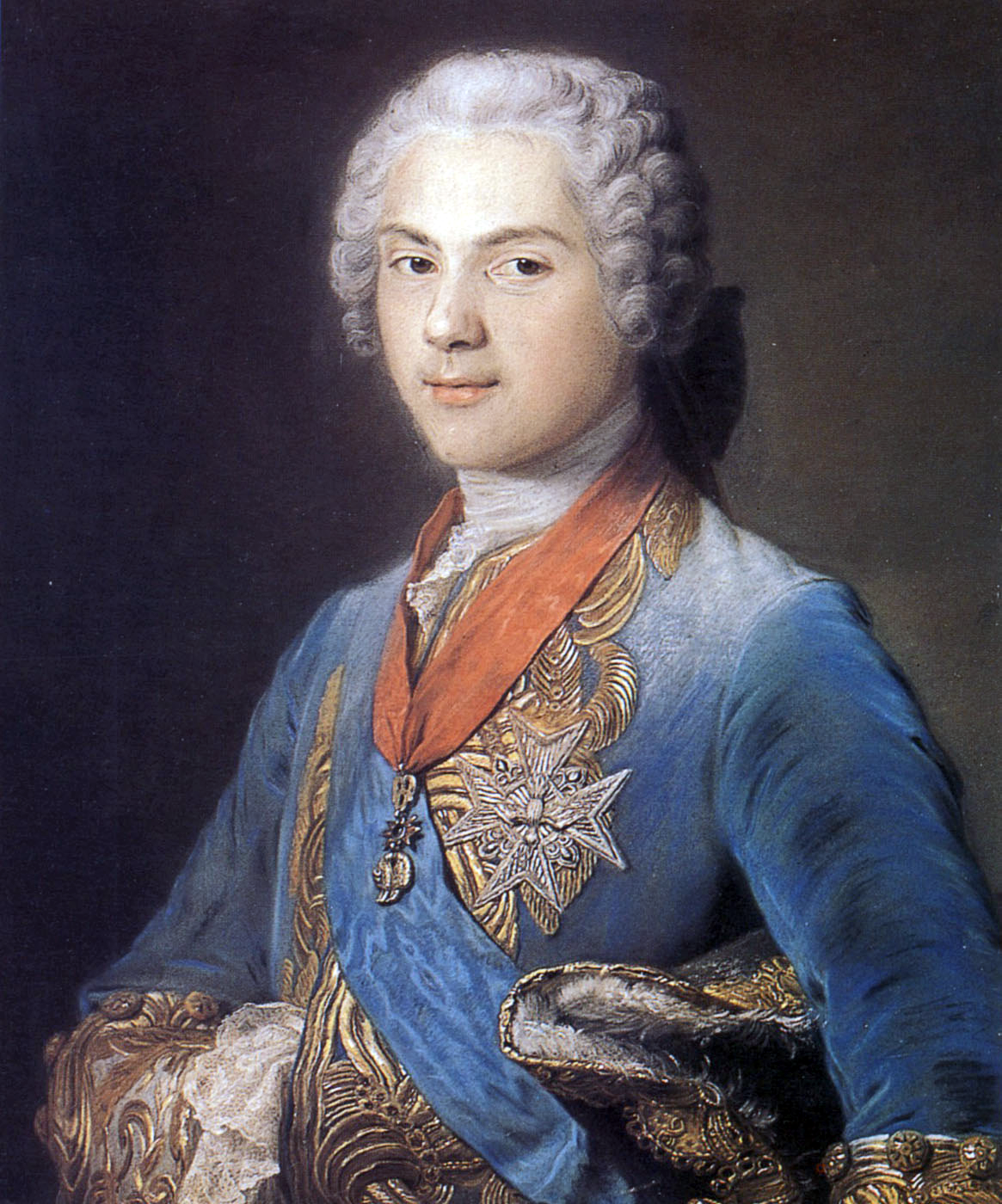
El delfín Luis Fernando de Francia, esposo de María Josefa, en 1745 por Maurice Quentin de La Tour.

María Josefa de Sajonia (Dresde, 4 de noviembre de 1731-Versalles, 13 de marzo de 1767) fue una princesa alemana de la Casa de Wettin.

## Biografía
Fue una de las hijas del príncipe elector de Sajonia y rey Augusto III de Polonia, y de la archiduquesa María Josefa de Austria. 
Como hija del elector, era duquesa de Sajonia. María Josefa fue la octava de quince hijos y la cuarta hija. Su hermana mayor, María Amalia, se casó con el futuro rey Carlos III de España en 1738 y tuvo una familia numerosa. Su segunda hermana, María Margarita, murió en la infancia; su otra hermana, María Ana Sofía, se convirtió en electora de Baviera en 1747. Su hermano mayor, Federico Cristián, se convirtió en el príncipe elector de Sajonia en 1763 y reinó por solo 74 días.
Sus hermanas, María Cristina y María Cunigunda, fueron abadesas de prestigiosas instituciones religiosas.

## Matrimonio
El delfín de Francia, Luis Fernando, había estado casado con la infanta española María Teresa Rafaela de Borbón desde febrero de 1745. La pareja estaba muy enamorada y habían sido muy felices juntos pero María Teresa Rafaela murió el 22 de julio de 1746 después de dar a luz a una niña, hija única de la pareja, la princesa María Teresa de Francia. Fernando VI de España, medio hermano de la difunta María Teresa Rafaela, había ofrecido al delfín otra princesa Borbón, la infanta María Antonia Fernanda. En cambio, el rey Luis XV de Francia y su amante, Madame de Pompadour querían abrir los canales diplomáticos.
El matrimonio entre María Josefa y el delfín Luis Fernando había sido sugerido por Mauricio de Sajonia, tío de María Josefa e hijo ilegítimo de su abuelo, Augusto II de Polonia. Luis XV y su amante estaban convencidos de que el matrimonio sería ventajoso para Francia en los asuntos extranjeros. Francia y Sajonia había estado en bandos opuestos durante la reciente guerra de sucesión austríaca y por lo tanto el matrimonio entre la princesa sajona y el delfín de Francia formaría una nueva alianza entre las dos naciones.
Pero surgió un problema con la novia: su abuelo, Augusto II de Polonia, había destronado a Estanislao I Leszczynski (entonces duque de Lorena). Estanislao era el padre de la entonces reina de Francia, María Leszczyńska. El matrimonio habría humillado a la reina, a pesar de que la reina y la delfina más tarde se acabarían llevando bien.
Otras propuestas vinieron de Saboya en la forma de la princesa Leonor de Saboya o su hermana, la princesa María Luisa de Saboya. Ambos fueron rechazados.
A pesar de la desaprobación de la reina, los dos se casaron el 9 de febrero de 1747. El matrimonio con un "Hijo de Francia" permitió a María Josefa el título de Alteza Real, el derecho a viajar y a alojarse donde el rey lo hiciera, así como el derecho codiciado de cenar en su presencia. Sin embargo, en la práctica, fue tratada como Madame la Delfina, el estilo francés más tradicional, que prevaleció en Versalles hasta la Revolución.

## Vida en la corte
Antes del matrimonio, la tradición de la época exigía que la novia usase un brazalete que tuviese un retrato de su padre en él. La reina, al ver a la delfina, pidió ver la pulsera. La ingeniosa María Josefa mostró la pulsera con un retrato del padre de la reina. La delfina le dijo que el retrato representaba el hecho de que el duque de Lorena era abuelo de María Josefa por matrimonio. La reina y la corte quedaron fuertemente impresionados por el tacto mostrado de una chica de tan solo 15 años. La delfina también acabaría teniendo la amistad de su suegro, Luis XV.
En el momento del matrimonio, el delfín seguía llorando por su esposa española. Este dolor era muy público por parte del delfín, pero María Josefa fue elogiada por conquistar el corazón del delfín "poco a poco". A pesar de ser María Josefa una esposa paciente, el dolor del delfín empeoró en abril de 1748, cuando su única hija con la infanta murió a la edad de dos años.
El delfín se había visto profundamente afectado por la muerte de la pequeña María Teresa de Francia, conocida como Madame Royale, porque ella era el único vínculo que le quedaba con su madre fallecida. María Josefa, su madrastra, más tarde encargó una pintura (ahora perdida), de la niña para que quedara colocada encima de su cuna.
La nueva delfina estaba muy agradecida a Madame de Pompadour por ayudar a organizar su matrimonio, y siempre mantuvo una buena relación con la amante real. Aunque era un matrimonio arreglado, María Josefa se enamoró del delfín. Al igual que su marido, ella también era muy devota. Junto con la reina María Leszczyńska, era contraria al comportamiento libertino de su suegro y de su corte. La pareja no era muy aficionada a los entretenimientos varios celebrados en Versalles cada semana, prefiriendo permanecer en sus aposentos, que aún se pueden ver en la planta baja de Versalles con vistas a la Orangerie.
Gracias a la estrecha relación de María Josefa con el rey y el delfín, la tensa relación entre padre e hijo fue recuperándose. El delfín se encontraba en el centro de los Devotos, un grupo de hombres de mente religiosa que esperaban ganar poder cuando subiera al trono. Estaban en contra de la forma de Luis XV de tener relaciones adúlteras abiertamente en la corte delante de la misma reina. Naturalmente, no eran populares ante Luis XV.
Su suegro la llamaba Pepa cariñosamente.
En 1756, el rey Federico II de Prusia invadió Sajonia, su país natal, y se inició la guerra de los Siete Años, a la que Francia se unió más tarde. Sajonia fue saqueada por Federico II. Luego, en 1757, murió su madre de 58 años en Dresde. Su padre moriría en 1763.
Políticamente reservada, ella intercedió solo una vez, en 1762, en vano, para la preservación de la Compañía de Jesús en Francia. La orden religiosa había sido disuelta por orden del Parlamento de París, inspirado por los magistrados jansenistas, contra la voluntad del rey.

## Descendencia
Fue en ese difícil contexto cuando la delfina consigue hacerse amar por todos, siendo dulce y cariñosa. El 9 de febrero de 1747 contrajo matrimonio con el delfín, viudo de la infanta de España María Teresa Rafaela. Y entre 1750 y 1764 trajo al mundo 12 hijos más un aborto involuntario, de los que solo 5 llegaron a la edad adulta: 
- Hijo nacido muerto (1748).
- Hijo nacido muerto (1749).
- María Ceferina (26 de agosto de 1750-2 de septiembre de 1755), fallecida a los 5 años.
- Luis José (13 de septiembre de 1751-22 de marzo de 1761), duque de Borgoña, fallecido a los 11 años.
- Hija nacida muerta (9 de marzo de 1752).
- Javier María (8 de septiembre de 1753-	22 de febrero de 1754), duque de Aquitania, fallecido al año de nacer.
- Luis Augusto (23 de agosto de 1754-21 de enero de 1793), duque de Berry, el futuro Luis XVI de Francia.
- Luis Estanislao (17 de noviembre de 1755-16 de septiembre de 1824), conde de Provenza, el futuro Luis XVIII de Francia.
- Hijo nacido muerto (1756).
- Carlos Felipe (9 de octubre de 1757-6 de noviembre de 1836), conde de Artois, el futuro Carlos X de Francia.
- Clotilde (23 de septiembre de 1759-7 de marzo de 1802), reina de Cerdeña de 1796 a 1802 por su matrimonio con el rey Carlos Manuel IV de Cerdeña.
- Abortó de un hijo (1762).
- Isabel Filipina María Helena (3 de mayo de 1764-10 de mayo de 1794).

El primogénito, el duque de Borgoña, la colmaba de orgullo y le llenaba de amor maternal. Ella no podía evitar su preferencia por él (lo cual hacía sufrir a su hermano y futuro Luis XVI). Su muerte en 1761 fue para ella un mazazo, que acabó por aceptar, gracias a su piedad. Finalmente, terminó formando con su esposo una pareja muy unida y contribuyó a acercar al rey a su hijo. Luis XV adoraba a su nuera, en quien tenía mucha confianza.
Los tragos amargos continuaron en sus últimos años: su país natal, Sajonia, fue invadido y asaltado por el rey de Prusia; la muerte del duque de Borgoña; los fallecimientos dentro de la familia real, y culminando con la muerte de su propio esposo en 1765.

## Títulos y tratamientos
Esta tabla aún no está actualizada. Puedes contribuir aportando información sobre títulos y tratamientos de esta persona.

## Últimos años de vida
- 1752: Niña muerta al nacer.
- 1752: Muerte de Madame Enriqueta, su cuñada.
- 1754: Muerte de Javier María de Francia, su hijo.
- 1756: Un hijo nacido muerto.
- 1759: Muerte de Madame Luisa Isabel, duquesa de Parma, hermana gemela de la anterior.
- 1761: Muerte de su hijo, Luis de Francia (1751-1761).
- 1761: Aborto de un hijo.
- 1765: Muerte de su marido.

María Josefa no se recuperó jamás de la muerte del delfín, muriendo en 1767, a la edad de 36 años solamente.